# Даніель Граовац
Даніель Граовац (босн. Daniel Graovac, нар. 8 серпня 1993, Нові-Град, Боснія і Герцеговина) — боснійський футболіст, центральний захисник бельгійського «Мускрона», який на правах оренди виступає в сараєвському «Желєзнічарі».

## Клубна кар'єра
Даніель Граовац розпочинав займатися футболом у клубі «Слобода» (Нові-Град) і виступав у юнацькій збірній Боснії і Герцеговини у всіх кваліфікаційних матчах чемпіонату Європи своєї вікової категорії. У 16 років він приєднався до молодіжної команди «Динамо» (Загреб). Після виступів у хорватському клубі, у 2012 році перейшов до боснійського «Зриньські».
26 серпня 2016 року приєднався до кіпрського клубу «Аполлон» (Лімасол), але вже 29 серпня перейшов до «Мускрона». У 2017 році на правах оренди захищав кольори боснійського клубу «Зриньські», а по завершенні орендної угоди перейшов до іншого боснійського клубу, «Желєзнічар» (Сараєво).

## Кар'єра в збірній
29 березня 2016 року дебютував у футболці національної збірної Боснії і Герцеговини у товариському поєдинку проти Швейцарії, вийшовши на поле на 86-ій хвилині замість Ервіна Зукановича.

## Досягнення
«Зриньські»
- Прем'єр-ліга
  -  Чемпіон (3): 2014, 2016, 2017

«Желєзнічар»
- Кубок Боснії і Герцеговини
  -  Володар (1): 2018

«ЧФР»
- Ліга I
  -  Чемпіон (1): 2022
- Кубок Румунії
  -  Володар (1): 2025

«ФКСБ»
- Суперкубок Румунії
  -  Володар (1): 2025